# Behaviorism
Behaviorism är en vetenskaplig psykologisk inriktning med fokus på beteende och inlärning. En variant lanserades av John Watson år 1913.

## Grunddrag och varianter
Behaviorismen har flera olika ursprung, och nedan listas fem av de vanligaste. Alla har rötterna i det tidiga 1900-talets filosofiska/vetenskapliga strömningar.
- utvecklingsbiologi, där människan räknas som en djurart.
- materialismen såsom en filosofisk riktning. Där betraktas medvetandet och psyket som elektrofysiologiska processer i alla djurs (inklusive människans) nervsystem.
- positivism och empirism – teorier inriktade på att allt vetande och forskning ska ha bas i observationer och mätningar, och att de ska kunna kvantifieras.
- statistiken såsom en vetenskap / vetenskaplig metod. Denna ska kunna fungera som ett hjälpmedel i hanteringen av fenomen och förlopp som sker med en viss frekvens (sannolikhet).
- "scientifiering" av hela samhället, både i näringslivet och det offentliga. Denna strömning var särskilt framträdande under perioden 1950–80, och då var målet att skapa ett idealsamhälle, där forskningen och utvecklingen (FoU) var politiskt styrd.

Enligt behaviorismen bör psykologin vara en "beteendelära". Fram till mitten av 1900-talet innebar det allt yttre, observerbart. Senare räknade man också med "beteenden" av olika slag, inklusive tänkande, seende, lyssnande, luktande, talande. Dessa räknades antingen som bifenomen till processer i nervsystemet eller som viktiga faktorer för känslomässiga reaktioner och personers beslutsfattande.

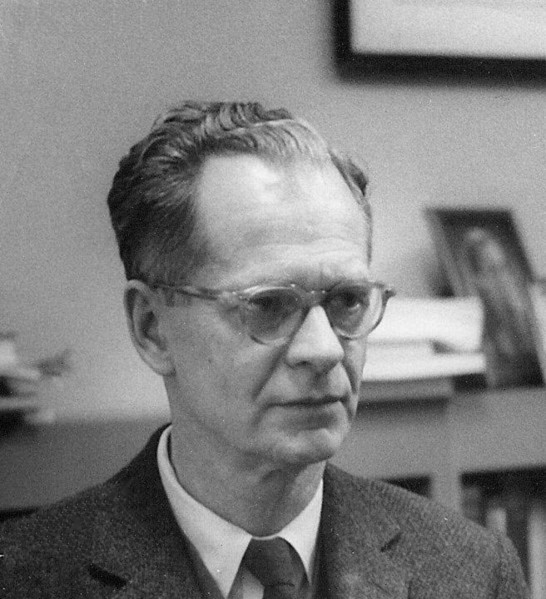
B.F. Skinner, en av företrädarna för behaviorismen.

## Beskrivning och utveckling
Behaviorismen är sprungen ur den komparativa psykologin, främst Ivan Pavlovs utveckling av klassisk betingning och B.F. Skinners forskning på operant betingning. Enligt behaviorismen är psykologins mål inte endast att beskriva människans psykologi, utan beskrivningarna ska utmynna i prediktion och interventioner av beteende. Hur detta formuleras varierar mellan olika behavioristiska traditioner. Skinner använde termerna "prediktion och kontroll över beteende", medan senare utvecklingar använder termerna "prediktion och influens över beteende".
Initialt betraktades behaviorismen som en naturvetenskaplig disciplin med betoning på det objektivt mätbara. Fokus låg därför enbart på observerbara beteenden, det vill säga biologiska och fysiologiska responser. Denna hållning kategoriseras inom metodologisk behaviorism. Över tid har flera idéströmningar utvecklats inom behaviorismen, vilket lett till olika synsätt på vilka mänskliga psykologiska fenomen som ingår i studieintresset. Inom förgreningarna radikal behaviorism och kontextuell behaviorism betraktas icke-observerbara fenomen som tankar, känslor och språk som beteenden som kan studeras vetenskapligt. Gemensamt för alla förgreningar är ett naturvetenskapligt fokus på operationalisering och mätbarhet av beteenden.
I USA slog behaviorismen igenom först i samband med John B. Watsons uppsats "Psykologin som en behaviorist ser den" (publicerade 1913 i Psychological Review). Watson ansåg att människans själsliv är omöjligt att studera med vetenskapliga metoder. Han fann det omotiverat att beskriva människans själsliv utan att beakta det som påverkas av och utövar påverkan på detta; människans biologi och omgivning. Detta var vid 1900-talets början en mycket kontroversiell syn, som dels var en reaktion på förhärskande psykologiska teorier som tillämpade introspektion för att beskriva hur människan fungerar. Det finns dock en riktning inom behaviorismen som menar att människans tankar och känslor kan studeras, om än indirekt.
Sedan 1970-talet har intresset för den klassiska behaviorismen avsvalnat, mycket på grund av att behaviorismens visioner om en beteendets vetenskap inte kunnat infrias. Istället fick kognitiv psykologi ett uppsving då det hade teoretiska modeller för språkande och inre upplevelser, något som behaviorismen hade svårt att förse. Över tid har behaviorismen förgrenats och utvecklas vidare i andra former så som i de psykoterapeutiska inriktningarna kognitiv beteendeterapi, acceptance and commitment therapy (ACT), dialektisk beteendeterapi (DBT), och i de psykologiska modellerna beteendeanalys, positivt beteendestöd (PBS), och organizational behavior management (OBM).
Till fler tidigare inflytelserika behaviorister tillhör Edward Thorndike och Edward C. Tolman. TIll sentida, mer pragmatiska behavioristiska teoretiker hör John Staddon, Clark L. Hull, Steven Hayes.